# Deus Salve o Rei
Deus Salve o Rei é uma telenovela brasileira produzida e exibida pela TV Globo de 9 de janeiro a 30 de julho de 2018, em 174 capítulos. Substituiu Pega Pega e foi substituída por O Tempo Não Para, sendo a 91.ª “novela das sete” exibida pela emissora. 
Teve a autoria de Daniel Adjafre, com a colaboração de Sérgio Marques, Angélica Lopes, Dino Cantelli, Cláudia Gomes, Cristina Biscaia e Péricles Barros, teve a supervisão de texto de Ricardo Linhares. Dirigida por João Bolthauser, Oscar Francisco, Pedro Brenelli e Bernardo Sá, teve a direção geral de Luciano Sabino e a direção artística de Fabrício Mamberti.
Contou com Marina Ruy Barbosa, Rômulo Estrela, Ricardo Pereira, Johnny Massaro, Tatá Werneck, José Fidalgo, Fernanda Nobre, Marco Nanini, Marina Moschen, Caio Blat, Bia Arantes e Bruna Marquezine nos papéis principais.

## Enredo
A trama medieval apresenta os reinos de Montemor e Artena, os mais poderosos de uma região fictícia denominada Cália, por volta de 1300 d.C. Durante muitos anos, os reinos vivem em paz e mantêm um acordo para fornecimento de água, recurso abundante em Artena, mas escasso em Montemor. Em troca de água, Montemor fornece sua produção de minério para Artena. Há décadas, a Rainha Crisélia de Monferrato (Rosamaria Murtinho) governa o reino de Montemor com justiça e honradez. Já doente, ela também se vê na urgência de nomear um sucessor ao trono entre seus dois netos, o justo, honrado e preparado Afonso (Rômulo Estrela) e o mimado, inconsequente e inexperiente Rodolfo (Johnny Massaro), sendo o primeiro mais velho e herdeiro natural da coroa. Além disso, a Rainha também prepara o seu último feito: a inauguração de um aqueduto, construção que prometia acabar com toda a carência de água. No entanto, o lago que serviria como fonte para o reino secou, e o fracasso da obra culmina em uma expedição por novas fontes de água. Em uma dessas expedições comandadas por Afonso e Cássio (Caio Blat), seu melhor amigo e chefe da guarda real, o grupo de soldados de Montemor é vítima de uma emboscada. Um confronto acontece e Afonso fica seriamente ferido com uma flecha no abdômen, além de se perder dos companheiros. O príncipe é achado e socorrido por acaso pela bela Amália (Marina Ruy Barbosa), uma linda e valorosa moça, moradora de Artena, que o informa de sua localização. Ele logo se apaixona por ela, sem se importar com o fato dela ser uma plebeia e trabalhar como uma simples feirante. Rapidamente, Amália corresponde ao sentimento, sem interesses por trás, até porque a princípio Afonso não se apresenta à ela como príncipe ou futuro rei, mas apenas como um humilde ferreiro. O grande obstáculo dessa relação é o noivo de Amália, o possessivo Virgílio (Ricardo Pereira), que não aceita perdê-la para qualquer um e fará de tudo para se livrar do rival.
Já o reino de Artena é governado pelo sábio e benevolente Rei Augusto de Lurton (Marco Nanini), que preserva a relação de paz entre os reinos, mas que tem como filha e sucessora, a ambiciosa princesa Catarina (Bruna Marquezine), que ao saber da situação delicada de Montemor, planeja refazer acordos mais vantajosos com o reino vizinho, além de fortalecer o exército para possíveis batalhas. Ela, ao contrário do pai, tem planos audaciosos para seu reino e não medirá esforços para conquistar seus objetivos. Com esperança de que um dia as atitudes da filha mudem, Augusto procura um pretendente que consiga frear as rédeas de sua ambição. E encontra em Istvan (Vinícius Calderoni), o Marquês de Córdona, o homem ideal. Contra a vontade da filha, ele programa seu noivado. Até a chegada de Constantino (José Fidalgo), o ardiloso Duque de Vicenza, em quem Catarina encontra um forte aliado e amante.
Pouco tempo depois, a morte acidental e trágica de Crisélia abala a paz até então mantida entre os dois reinos. Afonso logo seria coroado, mas o amor por Amália, o faz abdicar do trono, entregando o posto a seu despreparado irmão, o que estremece ainda mais as relações com o reino vizinho. Neste momento, Catarina tem a oportunidade de colocar em prática seus planos expansionistas ao se aproximar de Rodolfo, que além de ser facilmente manipulável, está cego de paixão por ela.

## Elenco
| Intérprete           | Personagem                                        |
| -------------------- | ------------------------------------------------- |
| Marina Ruy Barbosa   | Amália Giordano de Monferrato, Rainha de Montemor |
| Rômulo Estrela       | Afonso de Monferrato, Rei de Montemor             |
| Bruna Marquezine     | Catarina de Lurton, Princesa de Artena            |
| Ricardo Pereira      | Virgílio                                          |
| Johnny Massaro       | Rodolfo de Monferrato, Príncipe de Montemor       |
| Tatá Werneck         | Lucrécia de Vilarosso, Princesa de Alcaluz        |
| Bia Arantes          | Brice                                             |
| Marco Nanini         | Augusto de Lurton, Rei de Artena                  |
| Marina Moschen       | Selena / Sofia de Cáseres, Rainha de Lastrilha    |
| Caio Blat            | Cássio                                            |
| Fernanda Nobre       | Diana de Semineli                                 |
| Giovanni De Lorenzi  | Ulisses                                           |
| João Vithor Oliveira | Saulo                                             |
| Vinícius Redd        | Thiago Giordano                                   |
| Débora Olivieri      | Constância Giordano                               |
| Giulio Lopes         | Martinho Giordano                                 |
| Marcos Oliveira      | Heráclito de Fernandes, Conde de Alcaluz          |
| Rafael Primot        | Osiel                                             |
| Arthur Sales         | Ícarus                                            |
| Monique Alfradique   | Glória Oliver Labarca, Duquesa-viúva de Córdona   |
| Betty Gofman         | Nalanda Oliver (Naná)                             |
| Marcello Airoldi     | Romero                                            |
| Dayse Pozato         | Betânia                                           |
| Leandro Daniel       | Petrônio                                          |
| Daniel Warren        | Orlando                                           |
| Carolina Ferman      | Lucíola Tretino                                   |
| Renata Dominguez     | Belisa                                            |
| Mel Maia             | Agnes                                             |
| Tobias Carrieres     | Levi                                              |
| Maria Manoella       | Mirtes de Lurton                                  |
| Aramis Trindade      | Olegário Flores                                   |
| Pascoal da Conceição | Lupércio Arquimedes                               |
| Cristiana Pompeo     | Matilda Caligari Flores                           |
| Jaedson Bahia        | Delano                                            |
| Rafa Vachaud         | Eustáquio                                         |
| Javert Monteiro      | Lutero                                            |
| Isadora Ferrite      | Brumela                                           |
| Júlio Machado        | Aires                                             |
| Júlia Guerra         | Latrine de Rodrigues                              |
| Isis Pessino         | Isis                                              |
| Liéser Touma         | Timóteo                                           |
| Anselmo Fernandes    | Baltazar (oráculo)                                |

### Participações especiais
| Intérprete               | Personagem                                                  |
| ------------------------ | ----------------------------------------------------------- |
| Rosamaria Murtinho       | Crisélia de Monferrato, Rainha de Montemor                  |
| José Fidalgo             | Constantino de Artanza, Duque de Vicenza                    |
| Alexandre Borges         | Otávio de Cáseres, Rei de Lastrilha                         |
| Tarcísio Filho           | Demétrio, Conselheiro de Artena                             |
| Danton Mello             | Gregório, Conselheiro de Montemor                           |
| Vinicius Calderoni       | Istvan Labarca, Duque de Córdona                            |
| Caco Ciocler             | Hermes de Artanza                                           |
| Stenio Garcia            | Dom Bartolomeu, o Inquisidor da Cália                       |
| Walter Breda             | Enoque                                                      |
| Cássio Scapin            | Héber                                                       |
| Rosa Marya Colin         | Mandingueira                                                |
| Arnaldo Marques          | Heitor, Rei de Alfambres                                    |
| Stella Miranda           | Gertrudes, Rainha de Alfambres                              |
| Bia Sion                 | Rainha de Lúngria                                           |
| Paula Fernandes          | Beatriz, Princesa de Lúngria                                |
| Cristina Mutarelli       | Margot Cantelli de Vilarosso, Rainha de Alcaluz             |
| Celso Frateschi          | Juiz Superior do Conselho da Cália                          |
| Flora Diegues            | Heloísa de Cáseres, Rainha de Lastrilha                     |
| Marcelo Caridade         | Rei de Castelotes                                           |
| Alexandre Mofati         | Rei de Teravila                                             |
| Cris Mayrink             | Rainha de Teravila                                          |
| Bruna Altieri            | Valentina, Princesa de Teravila                             |
| Gabriella Di Grecco      | Ivana, Princesa de Alfambres                                |
| Isabella Dionísio        | Princesa que participa de chá com as rainhas em Montemor    |
| Rita Elmôr               | Larissa                                                     |
| Noemi Gerbelli           | Madre Benedita                                              |
| Mariah Rocha             | Freira Camila                                               |
| Cirillo Luna             | Selésio                                                     |
| Ilya São Paulo           | Nadja                                                       |
| Ricardo Blat             | Isandro                                                     |
| Pietro Mário             | Patriarca da fé de Montemor                                 |
| Cláudio Caparica         | Patriarca da fé de Lastrilha                                |
| Sílvio Mattos            | Patriarca da fé que realiza o casamento de Rodolfo e Margot |
| Antônio Alves            | Patriarca da fé que realiza o casamento de Afonso e Amália  |
| Glicério de Barros       | Eloi                                                        |
| Naruna Costa             | Samara                                                      |
| Ana Paula Botelho        | Muriel                                                      |
| Gabriel Palhares         | Tácitus                                                     |
| Vitório Gava             | Rodolfo de Monferrato, Príncipe de Montemor (criança)       |
| Anne Berg                | Lurdes                                                      |
| Cláudio Garcia           | Helvio                                                      |
| Fifo Benicasa            | Tirso                                                       |
| Samuel Vieira            | Josafá / Oséias                                             |
| Márcia Manfredini        | Rebeca                                                      |
| Beto Vandesteen          | Nuno de Alpergado, Conde de Brúnis                          |
| Marcelo Müller           | Julião                                                      |
| Priscila Castello Branco | Teodora                                                     |
| Joana Borges             | Tila                                                        |
| Ricardo Lyra Jr          | Hugo                                                        |
| Ricardo Monastero        | Pietro                                                      |
| Jack Berraquero          | Valentim                                                    |
| Antônio Barboza          | Simão                                                       |
| Adriana Bellonga         | Domingas                                                    |
| Camille Leite            | Geórgia                                                     |

## Produção

### Escolha do elenco
Renato Góes foi convidado para interpretar o protagonista Afonso, mas negou o convite para tirar férias após Os Dias Eram Assim. Apesar da recusa, a emissora negou as férias e ordenou que sua escalação fosse efetivada, sendo que Renato chegou a gravar as primeiras cenas com o diretor Fabrício Mamberti. Após ter que regravar algumas cenas, no entanto, o ator alegou esgotamento e conseguiu a dispensa da trama, sendo substituído por Rômulo Estrela, que originalmente interpretaria o irmão da protagonista, Thiago. Com o remanejamento, a emissora realizou testes para o papel de Thiago e escolheu como intérprete Vinícius Redd, que estava fora das novelas há cinco anos, desde Além do Horizonte.
Bruna Marquezine estava de férias no exterior, quando foi convocada a voltar ao Brasil para integrar o elenco da trama como a antagonista principal. Originalmente escalada para interpretar Amália, Agatha Moreira foi substituída por Marina Ruy Barbosa quando O Sétimo Guardião, na qual Marina faria o papel central, foi adiada, sendo que Agatha foi remanejada para Orgulho e Paixão no papel de Ema. Walter Breda viveria o pai de Amália e já havia gravado as primeiras cenas como o personagem antes de apresentar graves problemas de saúde e precisar se desligar da trama, sendo substituído pelo ator Giulio Lopes. A cantora Paula Fernandes originalmente faria uma participação interpretando a cômica freira Rosana em uma cena que se passaria em um convento, porém o autor decidiu mudar os acontecimentos da história e a aparição foi cancelada. Luis Lobianco foi convidado para interpretar Petrônio, mais preferiu aceitar o convite para integrar o elenco de Segundo Sol e então, Leandro Daniel ficou com o papel. Cláudia Jimenez foi escalada para uma participação como a Rainha Margot, mais por conta de problemas de saúde a atriz deixou as gravações. Marieta Severo e Aracy Balabanian foram convidadas na sequência, mas, sendo que ambas recusaram o convite, Cristina Mutarelli ficou com o papel.

### Cenografia

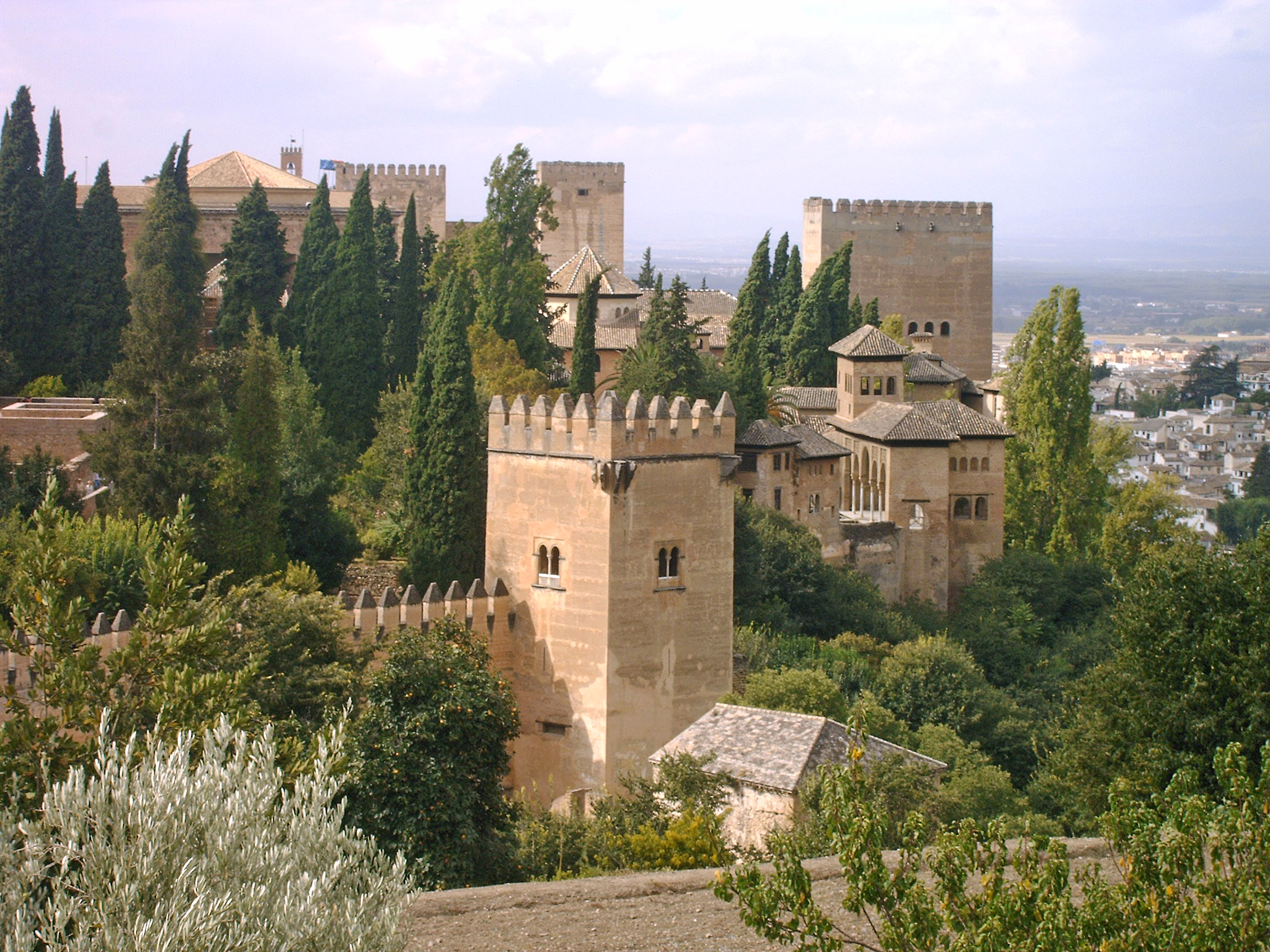
O Castelo de Alhambra, na Espanha, serviu de inspiração para os castelos cenográficos da trama.

Originalmente planejava-se enviar parte do elenco para gravar a introdução da novela na Europa, porém a direção avaliou que o alto valor inflacionado do euro, unido ao fato da contenção de gastos em todos os setores no Brasil, superfaturaria o orçamento, sendo que apenas a equipe de gravação e efeitos foi enviada para fora do país para captar cenas aéreas dos bosques e montanhas para que fossem sobrepostas a cenas gravadas em estúdio no Brasil, simulando que os cenários se passavam no continente europeu. Em março de 2017 a equipe de gravação viajou para Espanha, Escócia e Islândia para captar as cenas externas, como em antigos castelos e vilarejos preservados historicamente. A cidade cenográfica foi montada nos Estúdios Globo, no Rio de Janeiro, com um total de 1,8 mil metros quadrados e cenários fixos. As cenas que deveriam parecer externas foram gravadas na verdade em estúdio com chroma key, um fundo verde no qual as imagens captadas na Europa foram preenchidas digitalmente, incluindo as florestas, vilas e pastos. Já as cenas que precisaram serem gravadas realmente em ambiente externo utilizaram como cenário a reserva ambiental da emissora. A veterinária Debby Lagranha – antigamente atriz – foi contratada para cuidar do bem-estar dos animais envolvidos na gravação.

### Incêndio e acidentes
Por volta das 18h de 9 de novembro de 2017, um incêndio consumiu um galpão, localizado nos Estúdios Globo, que era usado pela produção da telenovela. A atriz Rosamaria Murtinho estava em cena quando o incêndio começou, ela foi tirada as pressas por dois funcionários da produção. Ainda, no momento do incidente, o ator Rômulo Estrela juntamente com o diretor Fabrício Mamberti estavam trabalhando quando o fogo se alastrou. Em comunicado, a emissora informou que as gravações foram interrompidas. Equipe e elenco reuniram-se no dia seguinte para discutir o planejamento da obra e mantiveram a data de estreia para janeiro de 2018. Na ocasião, todos os presentes usaram uma camiseta com a frase "Somos todos Deus Salve o Rei — 9/jan/18". As gravações foram reiniciadas em 10 de novembro. Em 3 de dezembro de 2017 Rômulo Estrela foi atingido por uma espada cenográfica na cabeça, sendo levado ao hospital, onde levou oito pontos.

## Exibição
A ordem de sucessão do horário das sete horas, após o término de Pega Pega, estava definida com a escalação das tramas Fora de Órbita, de Rui Vilhena, e Barba Azul, de Antônio Calmon, mas ambas acabaram canceladas em períodos distintos pelo diretor de dramaturgia Silvio de Abreu. Com isso, Verão 90 foi antecipada e chegou a ser confirmada como sucessora de Pega Pega, mas após o diretor responsável pela história, Jorge Fernando, sofrer um AVC, ficou sem condições de dirigir a trama, obrigando a emissora a invertê-la com Deus Salve o Rei, que iria entrar no ar somente no segundo semestre de 2018.
A data de estreia — 9 de janeiro de 2018 — foi anunciada pela jornalista Carla Bittencourt, do blogue Telinha, ainda em setembro de 2017. Mesmo com o incêndio que provocou uma pausa de três dias nas gravações, seu lançamento não foi adiado. O primeiro teaser foi divulgado em 3 de dezembro de 2017 e mostrou Rômulo Estrela voltando ao tempo, começando na modernidade e indo até ao período medieval, quando seu personagem se encontra com a de Marina Ruy Barbosa. O lançamento da telenovela no mês de janeiro representa um desafio e uma interrupção nos oito anos de estreias posteriores a março, isso devido ao fato de fatores como horário de verão e férias diminuírem a audiência e a fidelização dos telespectadores àquela produção.
Em 7 de março o Ministério da Justiça reclassificou a trama para "Não recomendado para menores de 12 anos, por apresentar conteúdo sexual e violência", passando a valer a partir do capítulo de 8 do mesmo mês. Esta é a primeira novela a ser exibida na faixa com essa classificação. Quinze dias após o fim da trama o Ministério da Justiça reclassificaria novamente a trama para "Não recomendado para menores de 14 anos, por apresentar conteúdo sexual, drogas e violência", mas esta ação foi vetada.

### Exibição no exterior
Assim como as outras tramas anteriormente exibidas no horário das 7 no Brasil, a Globo Internacional começa a transmitir a trama no dia 7 de maio de 2018. A emissora exibiu a novela exclusivamente a convidados e imprensa, em 3 de maio de 2018.. A ação é idêntica ao que foi feito  no Brasil, onde a Globo levou o 1° capítulo aos cinemas de capitais como Recife, Salvador, São Paulo e Rio.
Em outros continentes a estreia já ocorreu. A exemplo da Ásia, que transmite os capítulos em dois horários durante a semana. 
No mercado latino, estreou no Uruguai, através da Teledoce, com o título Salve al Rey ("Salve o Rei", em tradução literal), em 14 de outubro de 2019, substituindo a telenovela brasileira A Lei do Amor no horário das 18hs, que foi transferida para as 17hs trás o fim da telenovela turca Elif.

## Recepção

### Audiência
O primeiro capítulo exibido em 9 de janeiro registrou média de 29 pontos na Grande São Paulo mantendo a audiência do horário. Durante o primeiro capítulo a hashtag #DeusSalveORei permaneceu no trending topics do Twitter por vários minutos. Em seu segundo capítulo exibido em 10 de janeiro, a novela registrou 28 pontos sofrendo queda de 1 ponto na Grande São Paulo e na cidade do Rio de Janeiro cresceu 2 pontos e cravou 29.
Em sua primeira semana no ar, a novela acumulou apenas 26,4 pontos, representando uma queda de 2,2% em relação a sua antecessora Pega Pega, mas superou as produções anteriores como Totalmente Demais e Rock Story no horário.
Em 24 de março bateu recorde negativo registrando apenas 21,1 pontos.
Em 26 de fevereiro bateu seu primeiro recorde chegando aos 30 pontos de média com 32 de pico e 41% de share com a cena em que Afonso (Rômulo Estrela) salva Levi (Tobias Carreres) e Samara (Naruna Costa) do incêndio em uma casa, além da cerimônia de abertura dos jogos de Cália, comandada pelo Rei Augusto (Marco Nanini). Registrou a mesma média em 11 de julho e também em 24 de julho, sendo neste último a revelação de Brice (Bia Arantes) a Agnes (Mel Maia) e Selena (Marina Moschen) e o pedido de Catarina (Bruna Marquezine) a Brice. 
O último capítulo exibido em 30 de julho bateu recorde e cravou 34,2 pontos na Grande São Paulo e 36 pontos na cidade do Rio de Janeiro sendo essa a maior audiência de toda a novela. Nas redes sociais, o capítulo final da novela das sete teve grande sucesso. A hashtag oficial alcançou os trending topics Mundo no Twitter por 6 horas e os trending topics Brasil por 8 horas. A novela fechou com a média geral de 25,5 pontos, uma das maiores audiências das últimas doze novelas do horário das 19h da TV Globo.

### Prêmios e indicações
| Ano  | Prêmio                    | Categoria                      | Indicado           | Resultado | Ref.    |
| ---- | ------------------------- | ------------------------------ | ------------------ | --------- | ------- |
| 2018 | Melhores do Ano           | Melhor Atriz Coadjuvante       | Tatá Werneck       | Indicada  | [ 99 ]  |
| 2018 | Melhores do Ano           | Melho Ator/Atriz Mirim         | Mel Maia           | Indicada  | [ 99 ]  |
| 2018 | Prêmio Contigoǃ Online    | Melhor Novela                  | Daniel Adjafre     | Indicado  | [ 100 ] |
| 2018 | Prêmio Contigoǃ Online    | Melhor Atriz de Novela         | Bruna Marquezine   | Indicada  | [ 100 ] |
| 2018 | Prêmio Contigoǃ Online    | Melhor Atriz de Novela         | Marina Ruy Barbosa | Venceu    | [ 100 ] |
| 2018 | Prêmio Contigoǃ Online    | Melhor Ator de Novela          | Rômulo Estrela     | Indicado  | [ 100 ] |
| 2018 | Prêmio Contigoǃ Online    | Troféu Como é Bom Te Ver na TV | Marco Nanini       | Indicado  | [ 100 ] |
| 2018 | Prêmio Contigoǃ Online    | Troféu Como é Bom Te Ver na TV | Rosamaria Murtinho | Indicado  | [ 100 ] |
| 2018 | Prêmio Extra de Televisão | Melhor Ator                    | Johnny Massaro     | Indicado  | [ 101 ] |
| 2019 | Troféu Imprensa           | Melhor Atriz                   | Marina Ruy Barbosa | Indicada  |         |
| 2019 | Troféu Internet           | Melhor Novela                  | Daniel Adjafre     | Indicado  |         |
| 2019 | Troféu Internet           | Melhor Atriz                   | Bruna Marquezine   | Indicado  |         |

## Música

### Faixas
| N.º | Título                                               | Música             | Personagem                 | Duração |  |
| 1.  | "Scarborough Fair"                                   | Aurora             | Tema de Abertura           | 3:29    |  |
| 2.  | "Watch It All Fade"                                  | Gavin James        | Afonso e Amália            | 3:40    |  |
| 3.  | "The Touch of Freedom" (instrumental)                | Alexandre de Faria |                            | 5:11    |  |
| 4.  | "Fields of Montemor (Mo Ghile Mear)" (instrumental)  | Alexandre de Faria | Locação: Reino de Montemor | 3:32    |  |
| 5.  | "Tant" (instrumental)                                | Alexandre de Faria |                            | 3:48    |  |
| 6.  | "War Canticles" (instrumental)                       | Alexandre de Faria |                            | 3:14    |  |
| 7.  | "Chanson" (instrumental)                             | Alexandre de Faria |                            | 4:00    |  |
| 8.  | "Drums of Fight" (instrumental)                      | Alexandre de Faria |                            | 3:11    |  |
| 9.  | "La Nouvelle Danse" (instrumental)                   | Alexandre de Faria |                            | 3:07    |  |
| 10. | "Rodolph, the Wise" (instrumental)                   | Alexandre de Faria | Rodolfo                    | 2:32    |  |
| 11. | "Some Glory" (instrumental)                          | Alexandre de Faria |                            | 2:50    |  |
| 12. | "Cantigas de Santa Maria Nº 119 e 77" (instrumental) | Alexandre de Faria |                            | 1:50    |  |
| 13. | "Ecco La Primavera" (instrumental)                   | Alexandre de Faria | Catarina                   | 3:34    |  |
| 14. | "The Little Cat’s March" (instrumental)              | Alexandre de Faria |                            | 2:34    |  |
| 15. | "Fantasia Nº 3 Para Alaúde" (instrumental)           | Alexandre de Faria |                            |         |  |
| 16. | "Constantino" (instrumental)                         | Alexandre de Faria | Otávio                     | 2:13    |  |
| 17. | "Adventurous" (instrumental)                         | Alexandre de Faria |                            |         |  |
| 18. | "The Night" (instrumental)                           | Alexandre de Faria |                            |         |  |
| 19. | "Scarborough Fair" (instrumental)                    | Alexandre de Faria |                            | 4:00    |  |

### Volume 2
Fonte: Teledramaturgia

#### Faixas
1. Scarborough Fair (2 Harpas) – Rodrigo de Marsillac
2. Artenian Composer’s Guild – Rodrigo de Marsillac
3. Saltarello Iii – Alexandre de Faria
4. Medieval Era – Alexandre de Faria
5. A Guerra – Alexandre de Faria
6. Solidão e Bravura – Rodrigo de Marsillac
7. Dulcis Amore – Rodrigo de Marsillac
8. Perfido Amore – Rodrigo de Marsillac
9. Vergine Amore – Rodrigo de Marsillac
10. Tempus Est Iocundum (feat. Isabele Mele Rescala, Thaís Barbosa da Motta, Mona Natasha Fraga Vilardo, Ursula Moreira Baldansa & Georgeana Bonow Pinheiro) – Rodrigo de Marsillac
11. Amor C’al Tuo Sugetto – Alexandre de Faria
12. Filha do Vento (tema de Selena) – Rodrigo de Marsillac
13. Estampie (Oxford Manuscript) – Alexandre de Faria
14. Bachi Bene Venies – Alexandre de Faria
15. Trotto – Rodrigo de Marsillac
16. Bel Fiori – Alexandre de Faria
17. Bowing Landscapes – Alexandre de Faria
18. Caldos e Aves – Rodrigo de Marsillac
19. Cantigas de Santa Maria № 119 – Alexandre de Faria
20. Cantigas de Santa Maria № 77 – Alexandre de Faria
21. A Espada de Carlos Magno – Rodrigo de Marsillac
22. Duelum – Alexandre de Faria
23. Estripulias Na Praça – Rodrigo de Marsillac
24. Face To Face – Alexandre de Faria
25. Fantasia para Alaúde № 1 – Alexandre de Faria
26. Fantasia para Alaúde № 2 – Alexandre de Faria
27. La Danse – Alexandre de Faria
28. La Reina Lucrecia – Alexandre de Faria
29. La Rotta – Alexandre de Faria
30. Lord Adef’s Boca Blues – Alexandre de Faria
31. Lord Adef’s Bagpipes – Alexandre de Faria
32. Mandigueira – Alexandre de Faria
33. O Confronto – Alexandre de Faria
34. O Convento – Alexandre de Faria
35. O Furor de Lucrecia – Alexandre de Faria
36. A Morte de um Guerreiro – Rodrigo de Marsillac
37. O Lago – Alexandre de Faria
38. Rabeca – Rodrigo de Marsillac
39. Rudolph the Great (tema de Rodolfo) – Alexandre de Faria
40. Sad Gamba – Alexandre de Faria
41. Tempus Transit – Rodrigo de Marsillac
42. Schrungy – Alexandre de Faria
43. Senses – Alexandre de Faria
44. Simpleton Engus – Alexandre de Faria
45. Su la Rivera – Rodrigo de Marsillac
46. Sumer Is Icumen In – Alexandre de Faria
47. Tema da Bela Glória – Alexandre de Faria
48. Tema de Catarina, A Rainha – Alexandre de Faria
49. Tema de Margot – Alexandre de Faria
50. Tema do Rei Otávio – Alexandre de Faria
51. Vienna – Alexandre de Faria
52. Tesouros Escondidos – Rodrigo de Marsillac
53. The Bouz – Alexandre de Faria
54. The Quarry – Alexandre de Faria
55. The Rabbit – Alexandre de Faria
56. The Touch of Freedom – Alexandre de Faria
57. Mo Ghile Mear (Grand Finale) [feat. Dan Torres & Luísa Land] – Alexandre de Faria